# Pseudoblabes flavicostana
Pseudoblabes flavicostana är en fjärilsart som beskrevs av Walker 1863. Pseudoblabes flavicostana ingår i släktet Pseudoblabes och familjen björnspinnare. Inga underarter finns listade i Catalogue of Life.